# Firestone Indy 225 2003
Firestone Indy 225 2003 var ett race som var den trettonde deltävlingen i IndyCar Series 2003. Racet kördes den 24 augusti på Nazareth Speedway. Hélio Castroneves tog över mästerskapsledningen, efter att ha tagit hem sin andra vinst för säsongen. Precis som på Gateway så kom den på en kortare, platt bana. Hans direkta konkurrenter om mästerskapet gjorde inte succé, men Gil de Ferran kunde ta sig upp på andraplats sammanlagt genom att bli fyra. Tony Kanaan kraschade, medan Scott Dixon tappade mer än 70 varv på grund av ett problem.

## Slutresultat
| Plats | Förare            | Team                     | Grid | Kvaltid |
| ----- | ----------------- | ------------------------ | ---- | ------- |
| 1     | Hélio Castroneves | Marlboro Team Penske     | 2    | 19,701  |
| 2     | Sam Hornish Jr.   | Panther Racing           | 7    | 19,974  |
| 3     | Bryan Herta       | Andretti Green Racing    | 5    | 19,903  |
| 4     | Gil de Ferran     | Marlboro Team Penske     | 6    | 19,973  |
| 5     | Kenny Bräck       | Team Rahal               | 8    | 19,977  |
| 6     | Al Unser Jr.      | Kelley Racing            | 12   | 20,351  |
| 7     | Dan Wheldon       | Andretti Green Racing    | 13   | 20,440  |
| 8     | Roger Yasukawa    | Fernández Racing         | 10   | 20,048  |
| 9     | Robbie Buhl       | Dreyer & Reinbold Racing | 11   | 20,127  |
| 10    | Buddy Rice        | Cheever Racing           | 14   | 20,458  |
| 11    | A.J. Foyt IV      | A.J. Foyt Enterprises    | 17   | 20,780  |
| 12    | Scott Sharp       | Kelley Racing            | 15   | 20,460  |
| 13    | Buddy Lazier      | Hemelgarn Racing         | 18   | 20,811  |
| 14    | Tora Takagi       | Mo Nunn Racing           | 19   | 20,929  |
| 15    | Alex Barron       | Mo Nunn Racing           | 9    | 20,029  |
| 16    | Scott Dixon       | Chip Ganassi Racing      | 1    | 19,663  |
| 17    | Greg Ray          | Access Motorsports       | 16   | 20,543  |
| 18    | Tony Kanaan       | Andretti Green Racing    | 3    | 19,769  |
| 19    | Tomas Scheckter   | Chip Ganassi Racing      | 4    | 19,788  |